# Yoshinori Itagaki
Yoshinori Itagaki (jap. 板垣 善憲, Itagaki Yoshinori; * um 1940) ist ein japanischer Badmintonspieler. 

## Karriere
Yoshinori Itagaki wurde 1961 japanischer Studentenmeister, wobei er im  Herreneinzel erfolgreich war. 1964 belegte er bei den Canadian Open Rang zwei im Doppel Yoshio Komiya. Drei Jahre später wurde er erstmals Meister in Japan, was jedoch sein einziger nationaler Titel bleiben sollte.

## Sportliche Erfolge
| Saison | Veranstaltung                | Disziplin    | Platz | Name                              |
| ------ | ---------------------------- | ------------ | ----- | --------------------------------- |
| 1961   | Studentenmeisterschaft       | Herreneinzel | 1     | Yoshinori Itagaki                 |
| 1964   | Canadian Open                | Herrendoppel | 2     | Yoshinori Itagaki / Yoshio Komiya |
| 1967   | Japan: Einzelmeisterschaften | Mixed        | 1     | Yoshinori Itagaki / Setsuko Ōta   |

## Referenzen
- Japanische Badmintonmeisterschaften 1947–2004 (Memento vom 28. August 2007 im Internet Archive)
- newspapers.nl.sg
- Annual Handbook of the International Badminton Federation, London, 29. Auflage 1971, S. 222–223

| Personendaten    | Personendaten                |
| ---------------- | ---------------------------- |
| NAME             | Itagaki, Yoshinori           |
| ALTERNATIVNAMEN  | 板垣善憲 (japanisch)         |
| KURZBESCHREIBUNG | japanischer Badmintonspieler |
| GEBURTSDATUM     | um 1940                      |